# Sawney Bean
Alexander "Sawney" Bean(e) uppges vara ledaren för en klan i 1400- eller 1500-talets Skottland som avrättades för massmord och kannibalism på över 1000 personer. Historien uppträder i The Newgate Calendar, en brottskatalog från den ökända fängelset Newgatefängelset i London. Den ledande teorin bland historiker är att Sawney Bean aldrig har existerat, men historien har blivit legend och använts flitigt i bland annat turismindustrin. Legenden har också använts flitigt som inspiration inom fiktion och konst.

## Legenden
Enligt legenden var Alexander Bean född i East Lothian som son till en dikesgrävare. Han ville inte arbeta utan lämnade hemmet tillsammans med en kvinna och bosatte sig i en grotta i Bannane Head mellan Girvan och Ballantrae, där de levde i 25 år. Ingången till grottan var blockerad under högvatten. Paret fick åtta söner, sex döttrar, arton son/dottersöner och fjorton son/dotterdöttrar. Många av barnbarnen var produkter av incest. Klanen ville inte arbeta utan livnärde sig på att överfalla resande på landsvägen, som de sedan rånade, dödade och åt upp. För att undgå upptäckt levde de gömda i grottan under dagen och lämnade den bara under nätterna, då överfallen ägde rum. Lokalbefolkningen lade märke till försvinnanden och likdelar som kom iland med tidvattnet, men de kände inte till grottan, och flera oskyldiga lynchades misstänkte för att vara ansvariga.
Under ett överfall på ett gift par överraskades Beans av ett större sällskap av resande som kom till de överfallnas räddning. Beans lyckades fly, men deras existens var nu avslöjad. Kung Jakob VI av Skottland gav då order om en sökning med 400 man och blodhundar. De lyckades hitta grottan, som var full med mänskliga kvarlevor, och tillfångatog familjen Bean. Familjen Bean belades med kedjor och fördes först till Tolbooth Jail i Edinburgh och därefter till antingen Leith eller Glasgow, där de avrättades utan någon föregående rättegång eller dom. Männen fick sina könsdelar, händer och fötter amputerade och lämnades att förblöda. Kvinnorna och barnen fick se på då männen dog och avrättades sedan genom att brännas levande.
I staden Girvan, nära familjens grotta, finns en lokal legend om klanen. Enligt denna lämnade en av familjens döttrar grottan före dess upptäckt och bosatte sig i Girvan. Efter hennes familjs avrättning avslöjades hennes ursprung och hon hängdes av stadsborna.

## Historisk äkthet
Den historiska äktheten har debatterats. Berättelsen om Sawney Bean påminner om berättelsen om kannibalen Christie-Cleek från 1400-talet, som också ledde ett band av kannibalistiska landsvägsrövare. Den har föreslagits vara antiskotsk propaganda från 1700-talet. Sean Thomas påpekade 2005 den skiftande och obestämda tidsangivelsen och det faktum att det inte finns några dokument om brottet från 1500-talet, då det ska ha skett, men bedömer att legenden ändå kan ha baserat på en sann berättelse, som dock har överdrivits och broderats ut med åren.

## I populärkulturen
Legenden om Sawney Bean förekommer ofta i populärkulturen, inte minst som inspiration till skräckfilmer och romaner. Exempelvis ska Wes Craven använt legenden som inspiration till filmen Ögon i natten och Jack Ketchums roman Off Season är baserad på legenden.